# 7. ваздухопловни корпус
7. ваздухопловни корпус био је корпус Ратног ваздухопловства Југословенске народне армије. Формиран је по наредби Врховне команде оружаних снага од 5. фебруара 1953. односно Команде Југословенског ратног ваздухопловства од 22. фебруара 1953. године. Команда корпуса била је у Земуну.
Средином 1959. године овај корпус је расформиран по наредби од 27. јуна исте године према плану реорганизације Дрвар.

## Организација

### Потчињене јединице
Авијацијске јединице
- 29. ваздухопловна ловачко-бомбардерска дивизија
- 39. ваздухопловна ловачко-бомбардерска дивизија
- 44. ваздухопловна ловачко-бомбардерска дивизија
  - 103. извиђачки авијацијски пук
  - Ескадрила за везу 7. ваздухопловног корпуса

Ваздухопловно-техничке јединице
- 48. ваздухопловна зона

Јединице ВОЈИН
- 211. пук ВОЈИН

Јединице везе
- 112. батаљон везе

## Команда корпуса

### Команданти корпуса
- генерал Божо Лазаревић

### Политички комесари корпуса
- пуковник Ненад Дракулић

### Начелници штаба корпуса
- пуковник Љубомир Попадић
- пуковник Владимир Бакарић[2]